# 三木清
三木清（日语：／ Miki Kiyoshi，1897年1月5日—1945年9月26日）是日本京都學派的哲學家和評論家，他曾擔任第三高等学校的講師和法政大学法文学部的教授，其本人毕业于京都大学哲学系。

## 生平
他在讀書期間接受過西田幾多郎和马丁·海德格尔的指导，他曾前往德國和法國留學，并在留学期间研究了布萊茲·帕斯卡的學說，三木清在回国后出版了《巴斯噶对人的研究》（パスカルに於ける人間の研究，1926年）。1930年，日本政府以“资助共产党”為由將其逮捕，6个月后三木清获释，不過三木清已無法在學校教書。在第二次世界大戰期间，他的一位朋友被指控違反了治安维持法，三木清因為被指幫助這位友人而被捕入狱，三木清最终在獄中去世。他的著作《人生論ノート》（1938年）一度是畅销书。